# امریکن شامپیون دیکدلون
امریکن شامپیون دیکدلون (به انگلیسی: American_Champion_Decathlon) یک هواگرد ملخ‌پیشین تک‌موتوره از نوع هواپیمای آموزشی آکروجت ساخت شرکت American Champion Aircraft است. این هواگرد در سال ۱۹۷۰ میلادی رسماً معرفی گردید. در مجموع، تعداد ۶۰۰۰ فروند از این هواگرد ساخته شده‌است.
طراح این هواگرد، Champion Aircraft Corporation بود.